# It's What's Inside
It's What's Inside è un film del 2024 diretto da Greg Jardin.

## Trama
Il ricco Reuben, a un passo dal matrimonio con Sophia, invita a casa della sua famiglia per una rimpatriata l'intestatario di un fondo fiduciario Dennis, la bionda influencer Nikki, l'artista Brooke, la neo-buddista Maya, i fidanzatini insoddisfatti Shelby e Cyrus e il cervellone Forbes Blomquist, che nessuno vede da quando fu espulso dal college per aver portato a una festa la sorella liceale Beatrice la quale, dopo aver bevuto, picchiò Nikki perché usciva con Dennis, di cui la ragazzina era ossessionata; da allora, Beatrice è ricoverata in una struttura psichiatrica.
La festa procede normalmente finché Forbes propone di usare uno strano dispositivo che si è portato con sé e che è in grado di scambiare le menti e i corpi dei presenti. Dopo un po' di incertezza, soprattutto da parte di Shelby, tutti accettano di "giocare".
Primo round. Reuben entra nel corpo di Cyrus, Dennis in quello di Forbes, Maya in quello di Nikki, Shelby in quello di Brooke, Cyrus in quello di Reuben e Forbes in quello di Dennis - non viene detto chi tra Nikki e Brooke sia entrata in Shelby e Maya. 
Finito il primo round, Forbes ne propone un secondo, che sarà anche l'ultimo, visto che poi la macchina avrà bisogno di 24 ore per ricaricarsi.
Secondo round. Reuben passa nel corpo di Dennis, Dennis in quello di Cyrus, Nikki in quello di Brooke, Brooke in quello di Maya, Maya in quello di Shelby, Shelby in quello di Nikky, Cyrus in quello di Forbes e Forbes in quello di Reuben. 
Completamente fatti, Reuben (nel corpo di Dennis) e Brooke (nel corpo di Maya) vanno sul tetto a fare sesso ma la struttura crolla causando la caduta e la morte delle menti di Reuben e Brooke e dei corpi di Dennis e Maya; è così che, mentre Forbes (nel corpo di Reuben), non volendo che la polizia prenda in custodia il dispositivo, tenta di fuggire col macchinario ma viene tramortito da Nikki (nel corpo di Brooke), Cyrus (nel corpo di Forbes), propone a Dennis (nel suo corpo; mentre il proprio è morto), di entrare nel corpo di Reuben (la cui mente è morta) ma Dennis rifiuta, rivela che Cyrus si è accontentato di Shelby solo perché non poteva avere Nikki, e, infine, chiama la polizia accusando Cyrus di aver ucciso Dennis/Reuben e Maya/Brooke. 
Cyrus cerca di convincere Shelby (nel corpo di Nikki) che Dennis (nel suo corpo) mentiva ma Maya, non volendo abbandonare il corpo di Shelby visto che il proprio è morto, rivela alla ragazza che nel round precedente Cyrus (nel copro di Reuben) l'ha baciata perché lei era nel corpo di Nikki; in seguito, però, Shelby, volendo tenersi sia corpo e carriera di Nikki sia Cyrus, propone al fidanzato un accordo: lei rimarrà in Nikki mentre lui passerà da Forbes a Reuben (la cui mente è morta), lascerà Sophia per lei (Shelby nel corpo di Nikki), infine Dennis rimarrà nel corpo di Cyrus e verrà arrestato per la morte di Dennis/Reuben e Maya/Brooke.
Nikki (nel corpo di Brooke), capito il piano si Shelby, fa però un altro accordo con Forbes (nel corpo di Reuben): lei, Shelby e Cyrus torneranno nel rispettivo corpo, Maya (senza corpo) entrerà in Brooke (senza mente), Dennis (senza corpo) entrerà in Forbes e Forbes rimarrà in Reuben (senza mente) diventando così ricco sfondato. Pur di attuare il suo piano, Nikki (nel corpo di Brooke) causa al proprio corpo una reazione allergica alle arachidi, rifiutandosi di usare l'epi-pen finché Forbes (nel corpo di Reuben) non abbia attuato il loro piano ma, a complicare le cose, Dennis (nel corpo di Cyrus), scoperto che i soldi del suo fondo fiduciario sono stati trasferiti su un conto offshore, accusa Cyrus (nel corpo di Forbes) causando una rissa proprio poco prima che Forbes attivi la macchina e la polizia faccia irruzione in casa. 
Coda. Beatrice, appena fuggita dall'ospedale psichiatrico, arriva a casa di Reuben (scoprendo che il suo matrimonio con Sophie è stato annullato) e aggredisce il fratello perché colpevole di averle rubato il dispositivo ma, scoperto che nel corpo di Forbes, in realtà, c'è Dennis la ragazza gli dice che lei, in realtà, è Forbes a cui la sorella ha rubato corpo e dispositivo, il tutto per colpa sua giacché Beatrice è impazzita dopo che Dennis l'ha lasciata per Nikki durante la famosa festa. Dal canto suo Dennis (nel corpo di Forbes) racconta che quello che credeva Forbes (nel corpo di Reuben) ha fatto tornare Cyrus e Shelby nei loro corpi e ha messo Nikki in quello di Reuben, Maya in quello di Brooke e sé stessa in quello di Nikki. Inoltre, mentre Cyrus è in galera e Shelby, che non ha mai voluto tenersi Cyrus se lui preferiva Nikki, non ha intenzione di aiutarlo, Forbes - in realtà Beatrice - fugge col corpo di Nikki, i soldi di Dennis - rubati durante il primo round - e il dispositivo di Forbes.

## Distribuzione
Il film è stato presentato il 19 gennaio 2024 al Sundance Film Festival per poi essere distribuito sulla piattaforma Netflix a partire dal 4 ottobre 2024.